# Abid Raja
Abid Raja (født 5. november 1975 i Oslo) er en norsk-pakistansk advokat, diplomat og stortingspolitiker for Venstre. Han var på andenpladsen på Venstres valgliste i Akershus ved stortingsvalget i 2009, og blev derefter valgt som vararepræsentant i Stortinget. I 2010 fik han tildelt Fritt Ords højeste pris for hans arbejde. Ved stortingsvalget 2013 blev Raja valgt ind i Stortinget fra Akershus.

## Stortingskomiteer
- 2013–2017 2. viceleder i Transport- og kommunikationskomité
- 2013–2017 medlem i Kontrol- og konstitutionskomiteen

## Hæder
- Fritt Ords pris – 2010
- International Religious Liberty Association (IRLA) sin pris – 2017[2]
- Bokhandlerprisen – 2021